# Parafia Jana Chrzciciela i Andrzeja Apostoła w Cegłowie
Parafia św. Jana Chrzciciela i św. Andrzeja Apostoła w Cegłowie – parafia rzymskokatolicka należąca do dekanatu mińskiego – Narodzenia NMP, diecezji warszawsko-praskiej, metropolii warszawskiej Kościoła katolickiego. Parafia została erygowana w 1441, obecny kościół pochodzi z 1525.

## Zasięg parafii
Do parafii należą wierni z następujących miejscowości: Cegłów, Gajówka Rososz, Gajówka Rudnik, Gajówka Skwarne, Leśniczówka Mienia, Leśniczówka Pełczanka, Mienia, Pełczanka, Rososz, Rudnik, Skwarne, Woźbin

## Historia parafii
Cegłów (pierwotna nazwa do XVI w. – Cebrowo) od XIV w. stanowił uposażenie klasztoru augustianów w Warszawie, później założonego przy nim w 1444 szpitala Św. Ducha. Pierwsza świątynia drewniana powstała w latach 1441-1444. Do 1534 Cegłów był filialnym kościołem parafii Kiczki. Fundatorką pierwszej świątyni była Anna, żona księcia Bolesława i biskup poznański Andrzej Bniński. W 1547 biskup poznański Benedykt Izdbieński przekazał Cegłów Kapitule Warszawskiej. W 1603 założono w Cegłowie szkołę parafialną.

### Kościół parafialny
Obecny murowany kościół późnogotycki został wzniesiony w połowie XVI wieku. W 1621 Zygmunt III Waza nadał Cegłowowi prawa miejskie w oparciu o prawo magdeburskie, wraz z herbem (stylizowany snop i głowa Jana Chrzciciela). 21 grudnia 1629 biskup poznański Maciej Łubieński dokonał konsekracji kościoła i z tego czasu pochodzą: wschodni szczyt prezbiterium, sklepienie zakrystii, oraz portal. W 1862, podczas remontu, sklepienie kościoła zostało podparte w części nawowej dwoma rzędami modrzewiowych kolumn.

#### Ołtarz Lazarusa
Od 1629 w cegłowskiej świątyni znajduje się tryptyk zwany „Tryptykiem Cegłowskim”. Wykonany z inicjatywy biskupa poznańskiego Jana Lubrańskiego ok. 1510 przez mistrza Lazarusa z Warszawy – ucznia Wita Stwosza  dla Kolegiaty Warszawskiej, ale przekazany przez Kapitułę do kościoła w Cegłowie. Tryptyk cegłowski jest wybitnym dziełem rzeźbiarskim plastyki późnogotyckiej z racji figur i płaskorzeźbionych kwater oprawionych w barokowe retabulum. W centralnej części znajduje się figura Madonny z Dzieciątkiem w koronie, z lewej strony Jan Chrzciciel – patron Parafii, z prawej św. Stanisław biskup męczennik – patron Polski. Otaczające kwatery przedstawiają, po stronie lewej od góry: św. Barbarę (306 r.) więzioną w wieży przez ojca, poniżej św. Dorota (303 r.) męczennica z Cezarei Kapadockiej, po stronie prawej od góry: św. Katarzyna (312 r.) skazana na miażdżenie kołem, a ostatecznie ścięta mieczem, poniżej św. Małgorzata (307 r.) ścięta w Antiochii za wiarę. W skład ołtarza wchodziły też malowane rewersy skrzydeł przedstawiające legendy o św. Janie Chrzcicielu. W 1913 zostały przekazane do Muzeum Archidiecezji Warszawskiej i spłonęły podczas działań wojennych 1944.
W nastawie ołtarza rzeźby: św. Anny Samotrzeć, św. Piotra i św. Pawła. Zwieńczenie stanowi rzeźba Boga Ojca w otoczeniu aniołów. Tabernakulum barokowe z XVIII w.  Na granicy nawy i prezbiterium znajduje się belka tęczowa z rzeźbą Chrystusa Ukrzyżowanego z końca XVI w., św. Jana i św. Marii Magdaleny. Ołtarze boczne z XIX w. stylizowane na barok. Ambona z XVIII w. Dzwonnica wolnostojąca z XVIII w. Wokół kościoła trzy lipy drobnolistne – pomniki przyrody.

## Galeria

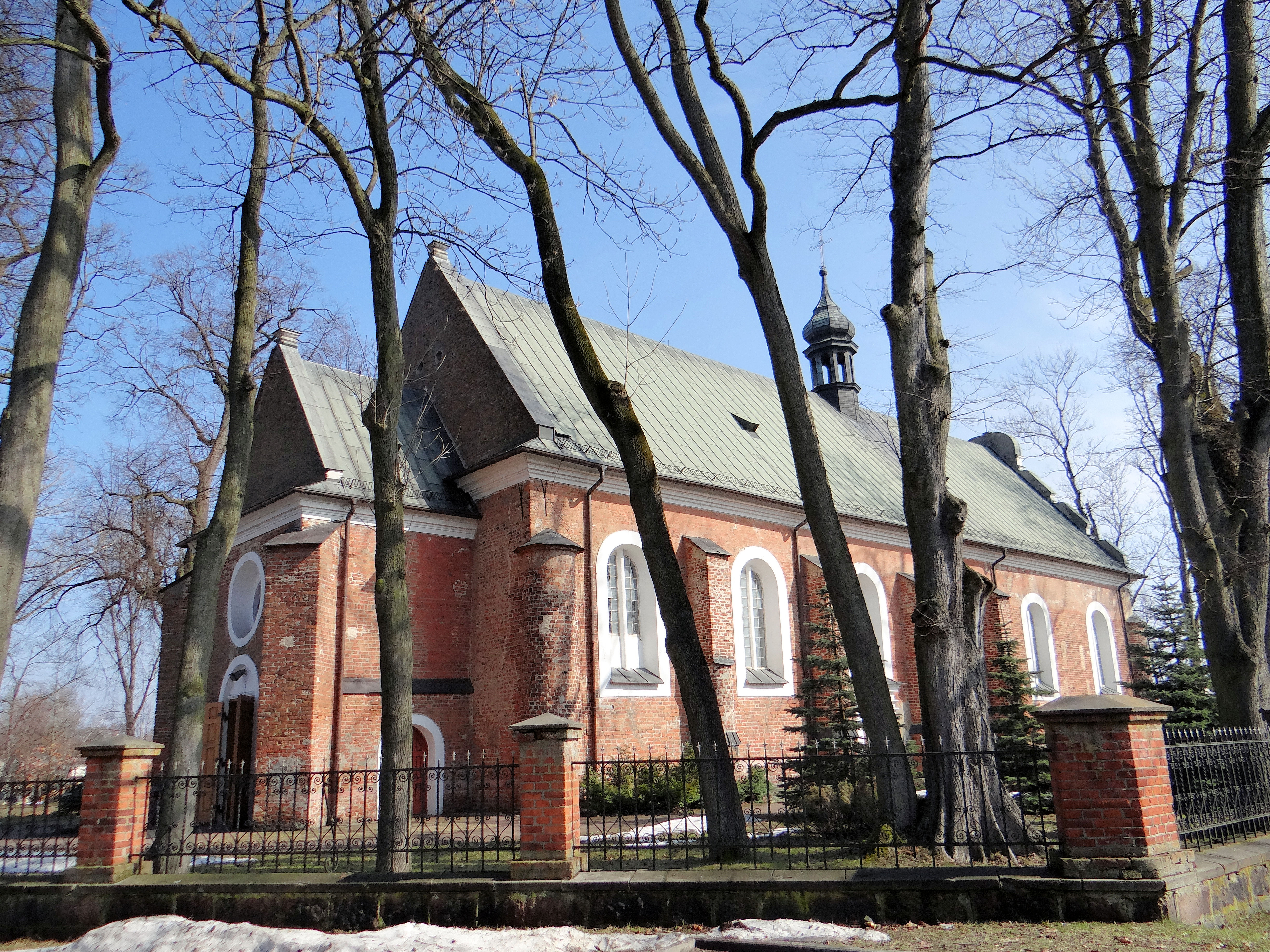
Obecna bryła kościoła
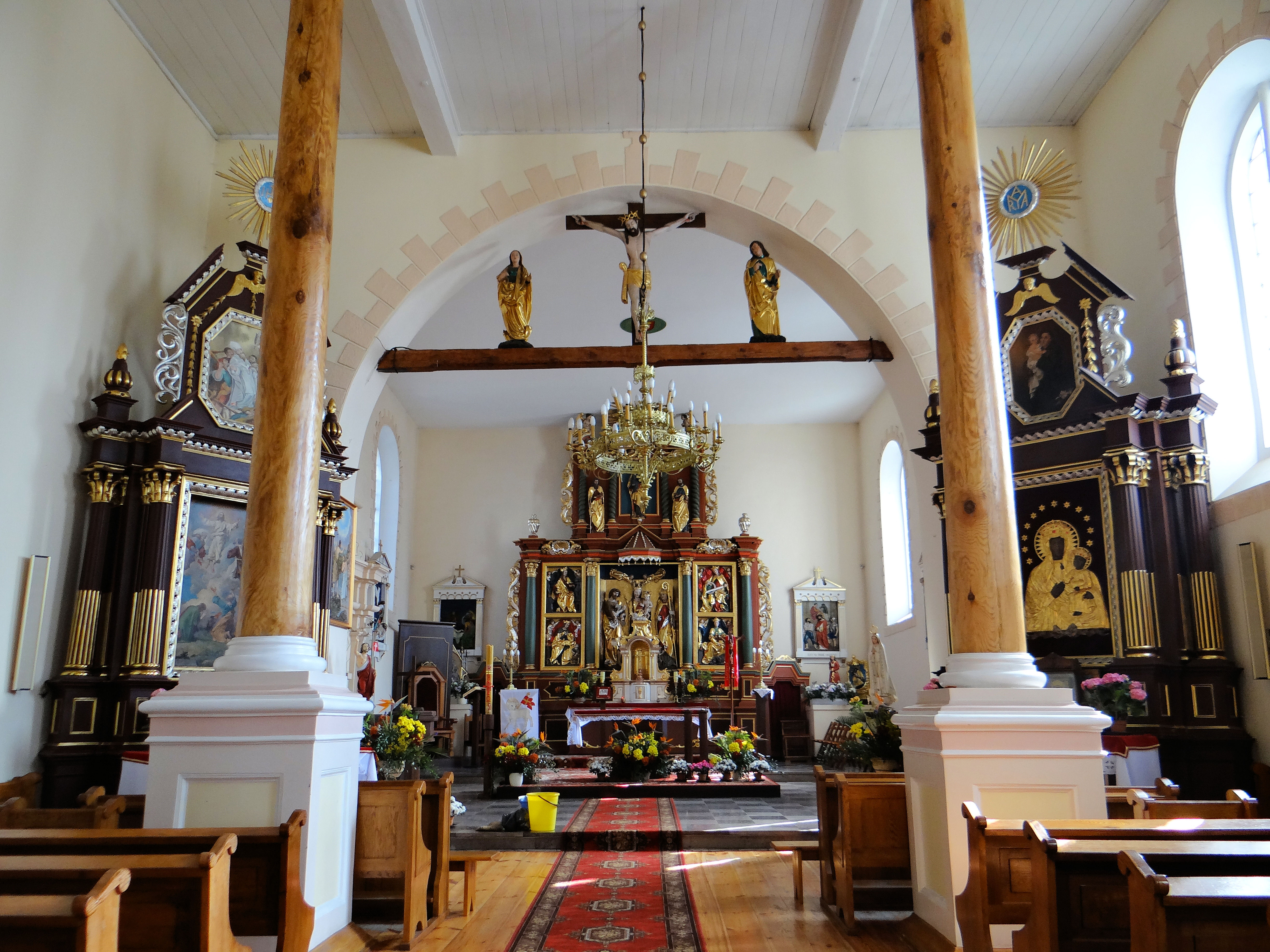
Wnętrze kościoła
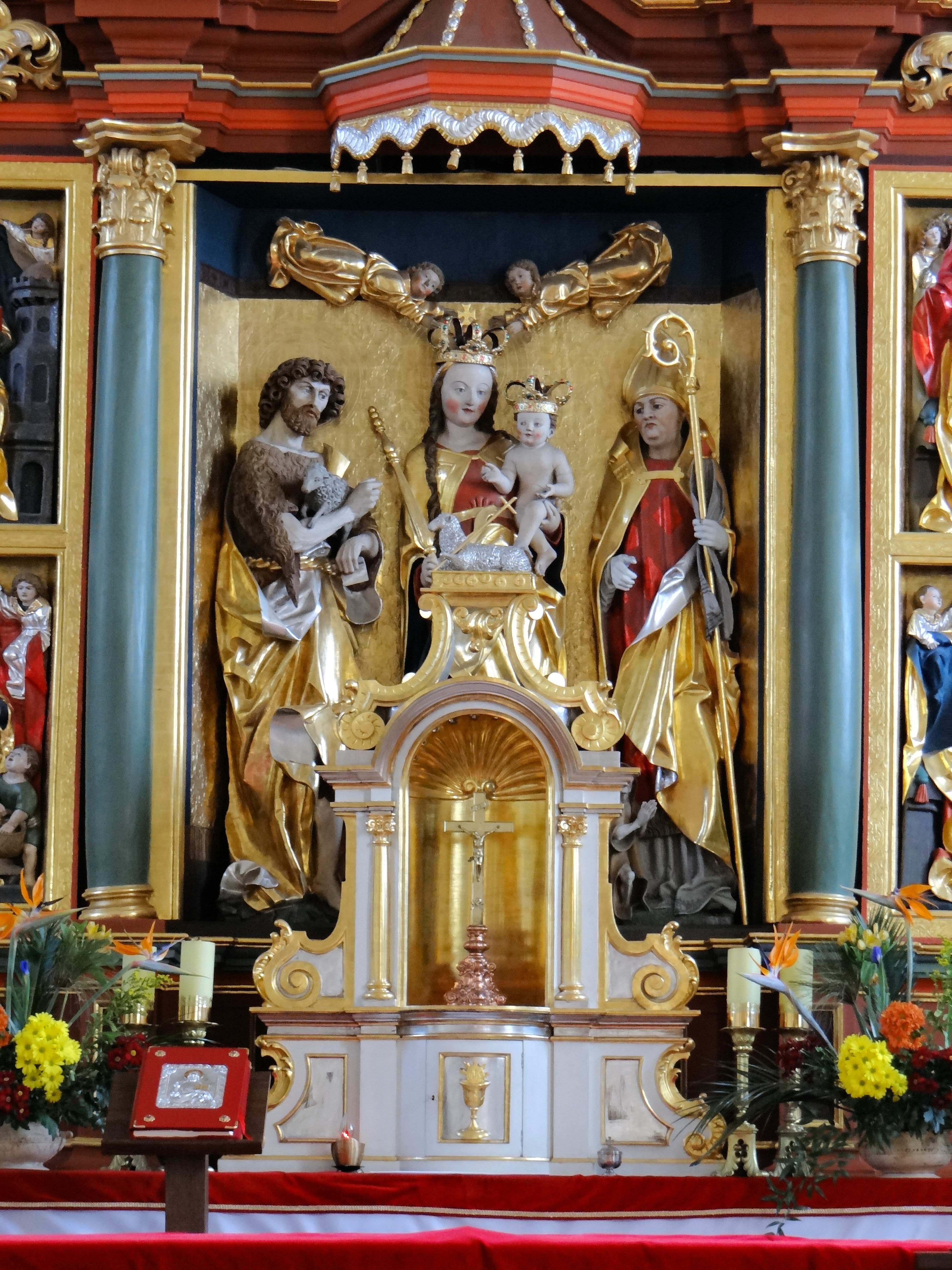
Ołtarz główny
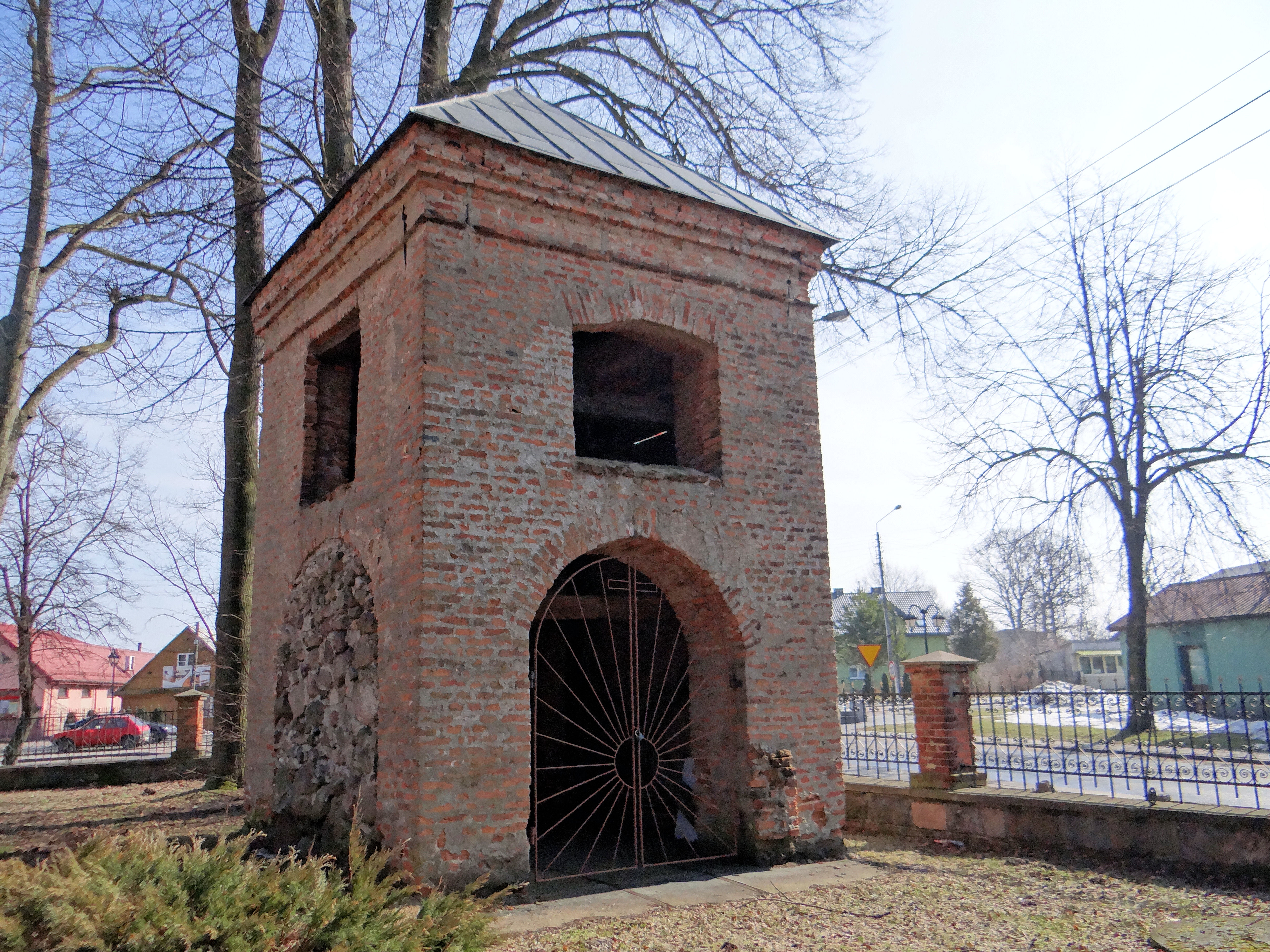
Dzwonnica kościelna
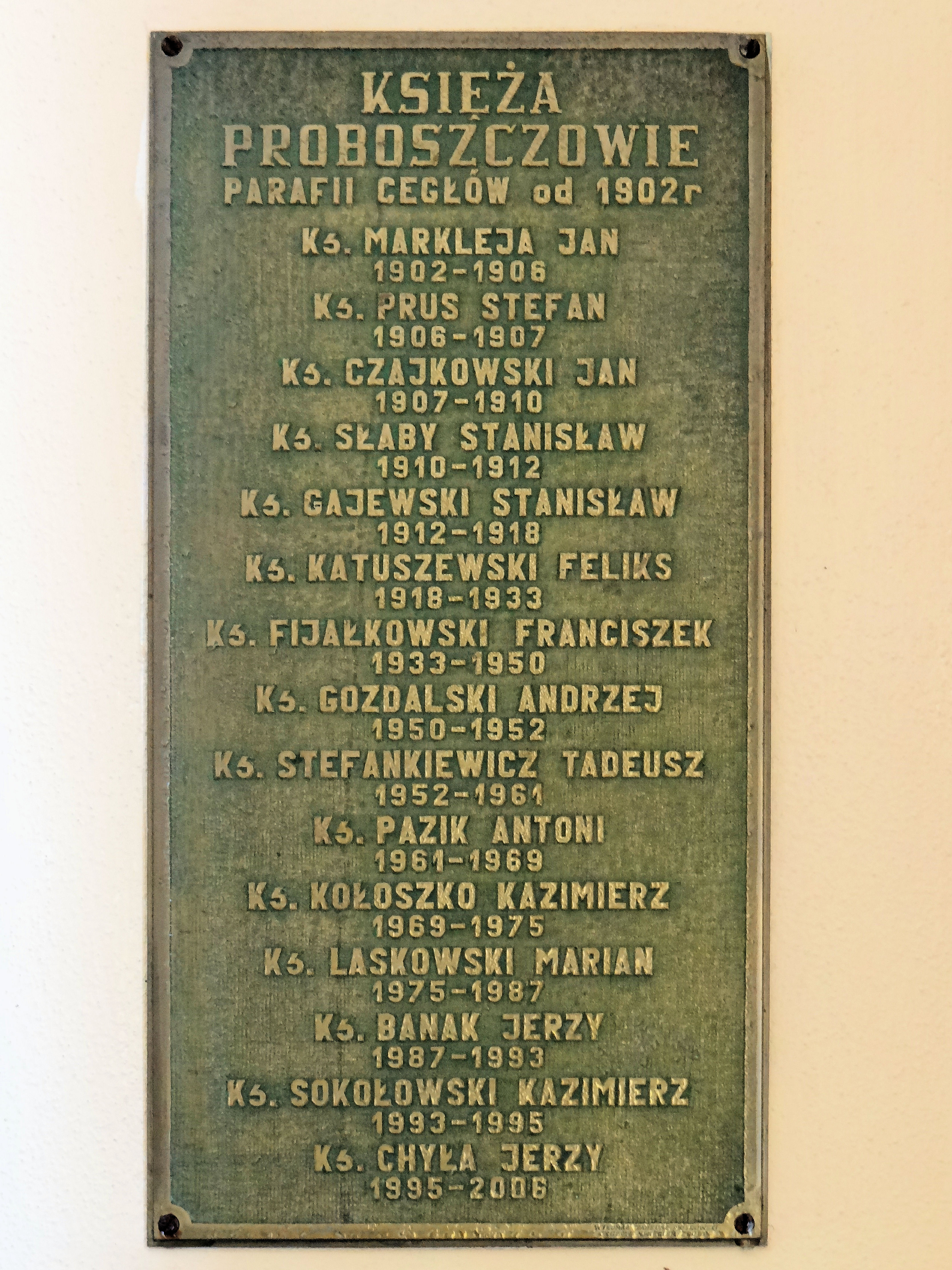
Proboszczowie parafii